# Tetun
Het Tetun is de nationale taal van Oost-Timor, naast het Portugees.
Tetun is een Austronesische taal, verwant aan een aantal andere talen in de regio, waaronder Galolen, Kemak en Mambae. Het voornaamste "dialect" is Tetun Dili dat als eerste taal gesproken wordt in de hoofdstad Dili. Dit Tetun Dili krijgt steeds meer de status van lingua franca van Oost-Timor en is ook het best bekend en beschreven.

## Tetun Dili
Er zijn twee streken in Oost-Timor waar Tetun Dili traditioneel niet gesproken wordt: Lautém en Oecussi. Tegenwoordig, echter, verspreidt Tetun Dili zich ook snel in deze streken, voornamelijk onder jongere sprekers.
Tetun Dili is ontstaan uit Tetun Terik (voornamelijk gesproken in West-Timor, een provincie van Indonesië).
Oorspronkelijk werd in Dili voornamelijk Mambae gesproken maar Tetun werd in bepaalde vorm al gesproken als lingua franca nog voordat de Portugezen voor het eerst het eiland aandeden (16e eeuw).
De taal is in behoorlijke mate beïnvloed door het Portugees, iets wat te zien is aan het grote aantal leenwoorden. Ook heeft de taal Maleise invloeden, voortvloeiend uit de handelscontacten.